# Sando
Sando és un municipi de la província de Salamanca a la comunitat autònoma de Castella i Lleó. Limita al Nord amb Santa María de Sando i Encina de San Silvestre, a l'Est amb Doñinos de Ledesma, La Mata de Ledesma i Tabera de Abajo, al Sud amb Garcirrey i a l'Oest amb Cipérez.

## Demografia
| 1991 | 1996 | 2001 | 2004 |
| ---- | ---- | ---- | ---- |
| 235  | 191  | 192  | 199  |